# Axelle Laffont

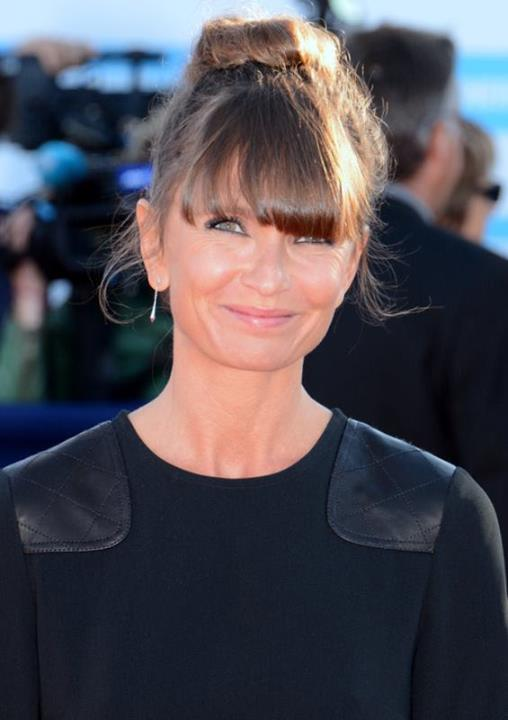
Axelle Laffont auf dem Festival du cinéma américain de Deauville 2013

Axelle Laffont (* 24. Juli 1970 in Marseille) ist eine französische Schauspielerin.

## Biografie

### Miss Météo undOne-Woman Show(1996–2005)
Axelle Laffont ist die Enkelin des Verlegers Robert Laffont und die Tochter des Fernsehmoderators Patrice Laffont und Catherine Laporte. Sie war 9 Jahre alt, als sich ihre Eltern scheiden ließen und wuchs dann zusammen mit ihrer Mutter und ihrem Stiefvater, dem Regisseur Édouard Molinaro auf, der ihre Mutter 1982 heiratete.
Als Teenager besuchte sie die Dreharbeiten ihres Stiefvaters hinter den Kulissen.
Laffont präsentierte Wettervorhersagen für Canal+ und trat in der Show Nulle part ailleurs auf.
Sie trat auch in Serien wie Un gars, une fille, Caméra Café, H und Kaamelott auf.
Sie hatte die Hauptrolle in La Folie du Spectacle, einer Produktion von Serge Hazanavicius und Maurice Barthelemy.

### Diversifikationsversuche (2007–2015)
2007 war sie Co-Autorin und Co-Produzentin von Mariage Surprise.
Von September 2007 bis Januar 2008 trat sie regelmäßig in der Sendung On n’est pas couché auf, die Laurent Ruquier am Samstagabend in France 2 moderierte.
2009 schrieb sie den Comic Marny. Im Februar 2010 veröffentlichte sie ihr erstes Album.
Sie trat auch in der Hörfunksendung Le Fou du Roi von France Inter auf. 2012 spielte sie das Theaterstück Fume cette cigarette im Théâtre des Mathurins.
2012 spielte sie in Profiling Paris (Profilage) mit.
2014 drehte sie zwei Pilotfolgen für ein Kurzprogramm, Les SMS d'Axelle: die erste mit Beteiligung ihres eigenen Vaters, die zweite mit Jonathan Cohen und Anne Marivin. Trotz allem wurde das Projekt nicht in Auftrag gegeben. Sie stellte diese beiden Versuche im Januar 2015 online zur Verfügung.
Im September 2015 kehrte sie mit der One-Woman-Show HyperSensible unter der Regie von Charles Templon auf die Bühne zurück.

### Rückkehr zu Canal+ und erste Produktion (seit 2016)
2018 enthüllte sie ihren ersten Film als Regisseurin, MILF – Ferien mit Happy End, in dem sie neben Virginie Ledoyen und Marie-Josée Croze eine der drei Hauptrollen spielt. Diese Komödie erzählt die romantischen Abenteuer von drei Mittvierzigern im Laufe eines Sommers.

## Privatleben
Laffont war mit dem französischen Schauspieler Serge Hazanavicius bis September 2009 liiert. Die beiden haben eine Tochter namens Mitty (* 4. Januar 2006). Von 2013 bis 2015 war Laffont in einer Beziehung mit Cyril Paglino, einem Ex-Kandidaten für die Reality-TV-Show Secret Story.

## Filmografie (Auswahl)

### Kino
- 1996: Beaumarchais – Der Unverschämte (Beaumarchais, l’insolent)
- 1998: Jeanne et le Garçon formidable
- 1999: Les Petits Souliers
- 2002: Le Raid
- 2002: Trois zéros
- 2003: Une affaire qui roule
- 2003: Pôv'fille
- 2005: Le Manie-tout
- 2005: Cavalcade
- 2005: 40 milligrammes d'amour par jour
- 2007: Je déteste les enfants des autres
- 2007: Un château en Espagne
- 2012: Paulette
- 2017: Daddy Cool
- 2018: MILF – Ferien mit Happy End (MILF)

### Fernsehen
- 1997: Kommissar Navarro (Navarro, 1 Folge)
- 1998–1999: H
- 2001: Caméra Café
- 2005: Kaamelott
- 2007: Mariage surprise
- 2010: Paradisiaque
- 2011: Illegal Love
- 2012: Profiling Paris (Profilage, 1 Folge)
- 2015: Frankreich gegen den Rest der Welt (Au service de la France, 1 Folge)
- 2016: Nina
- 2016–2017: Addict